# Misfits (série télévisée)
Pour les articles homonymes, voir Misfits.
Misfits est une série télévisée britannique en 37 épisodes de 45 minutes, créée par Howard Overman et diffusée du 12 novembre 2009 au 11 décembre 2013 sur E4. 
En France, la série est diffusée depuis le 14 novembre 2010 sur OCS Choc, depuis le 7 mai 2012 sur TF6 et sur Numéro 23 depuis fin novembre 2016 ; au Québec, la série est disponible en ligne depuis le 31 mars 2011 sur le site Tou.tv.

## Synopsis
Nathan Young, Simon Bellamy, Kelly Bailey, Curtis Donovan et Alisha Daniels sont cinq jeunes adultes ayant été condamnés, pour des raisons diverses, à des travaux d'intérêt général (TIG). Alors qu'ils effectuent leur premier jour, non sans provoquer  Tony Morecombe, leur superviseur, un violent orage éclate. Ils sont alors frappés par la foudre. Très vite, ils vont se rendre compte qu'ils détiennent désormais des super-pouvoirs. Mais, ils vont également se rendre compte qu'ils ne sont pas les seuls à avoir changé. Tony, devenu complètement fou, va tenter de les assassiner. En danger de mort, ils n'auront d'autre choix que de le frapper les premiers et de le tuer.
À la suite de ce meurtre qu'ils se refusent à révéler, une longue suite de mésaventures s'enchaîne. Les cinq jeunes vont devoir tenter de cacher leur crime, déplaçant le corps au gré des fouilles de la police, utilisant la carte de crédit du disparu pour tromper ses proches et faire croire qu'il est simplement parti. Mais aussi, ils vont devoir apprendre à se faire confiance mutuellement.

## Distribution

### Acteurs principaux
- Robert Sheehan (VFB : Emmanuel Dekoninck) : Nathan Young (saisons 1 et 2)
- Iwan Rheon (VFB : Stéphane Pelzer) : Simon Bellamy (saisons 1 à 3)
- Lauren Socha (VFB : Fanny Roy) : Kelly Bailey (saisons 1 à 3)
- Antonia Thomas (VFB : Audrey d'Hulstère) : Alisha Daniels (saisons 1 à 3)
- Nathan Stewart-Jarrett (VFB : Sébastien Hébrant) : Curtis Donovan (saisons 1 à 4)
- Joseph Gilgun (VFB : Bruno Mullenaerts) : Rudy Wade (saisons 3 à 5)
- Karla Crome (VFB : Prunelle Rulens) : Jess (saisons 4 et 5)
- Nathan McMullen (VFB : Ilyas Mettioui) : Finn Samson (saisons 4 et 5)
- Matt Stokoe (VFB : Nicolas Matthys) : Alex (saison 5, récurrent saison 4)
- Natasha O'Keeffe (VFB : Maïa Baran) : Abbey Smith (saisons 4 et 5)

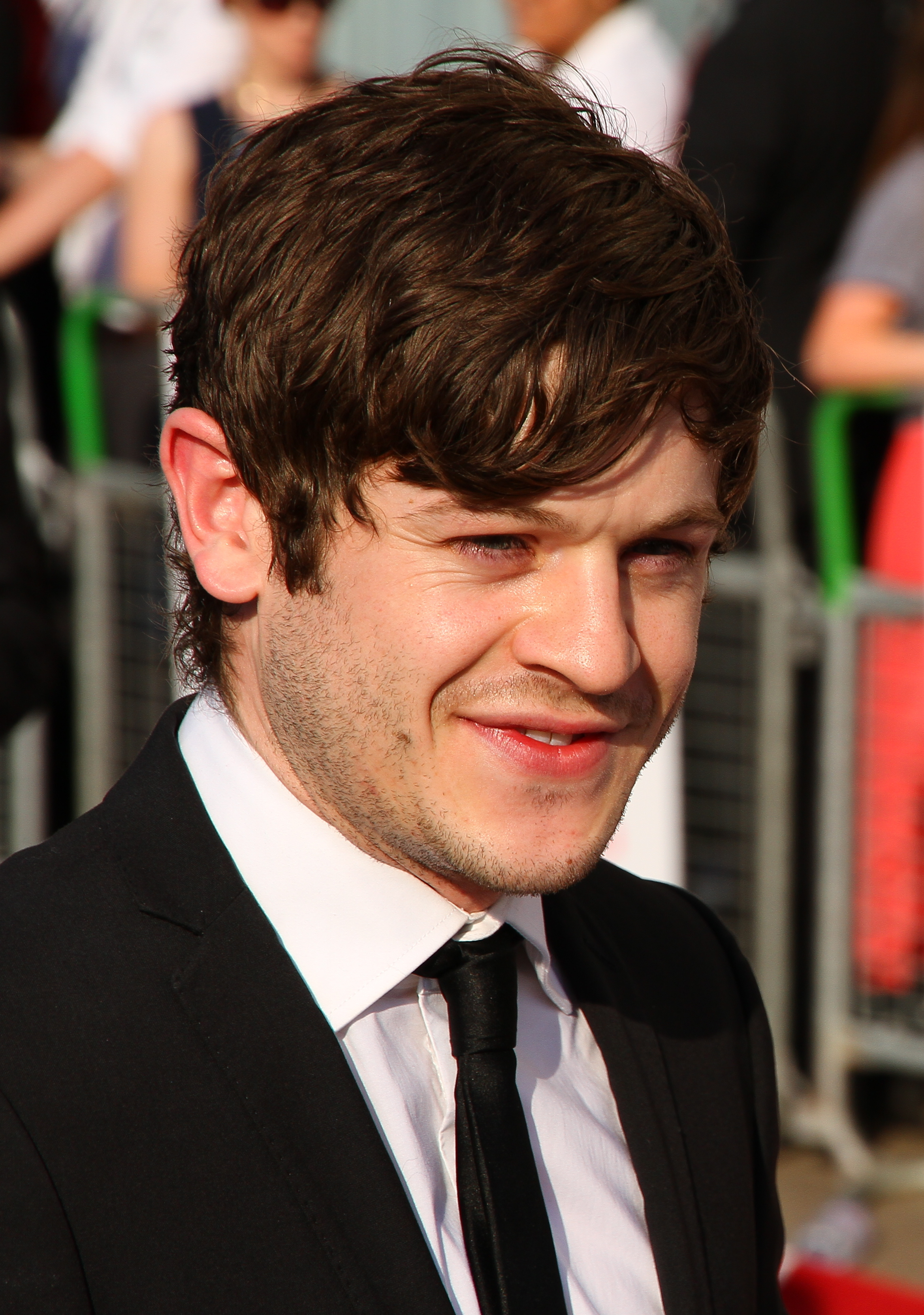
Iwan Rheon interprète Simon Bellamy.
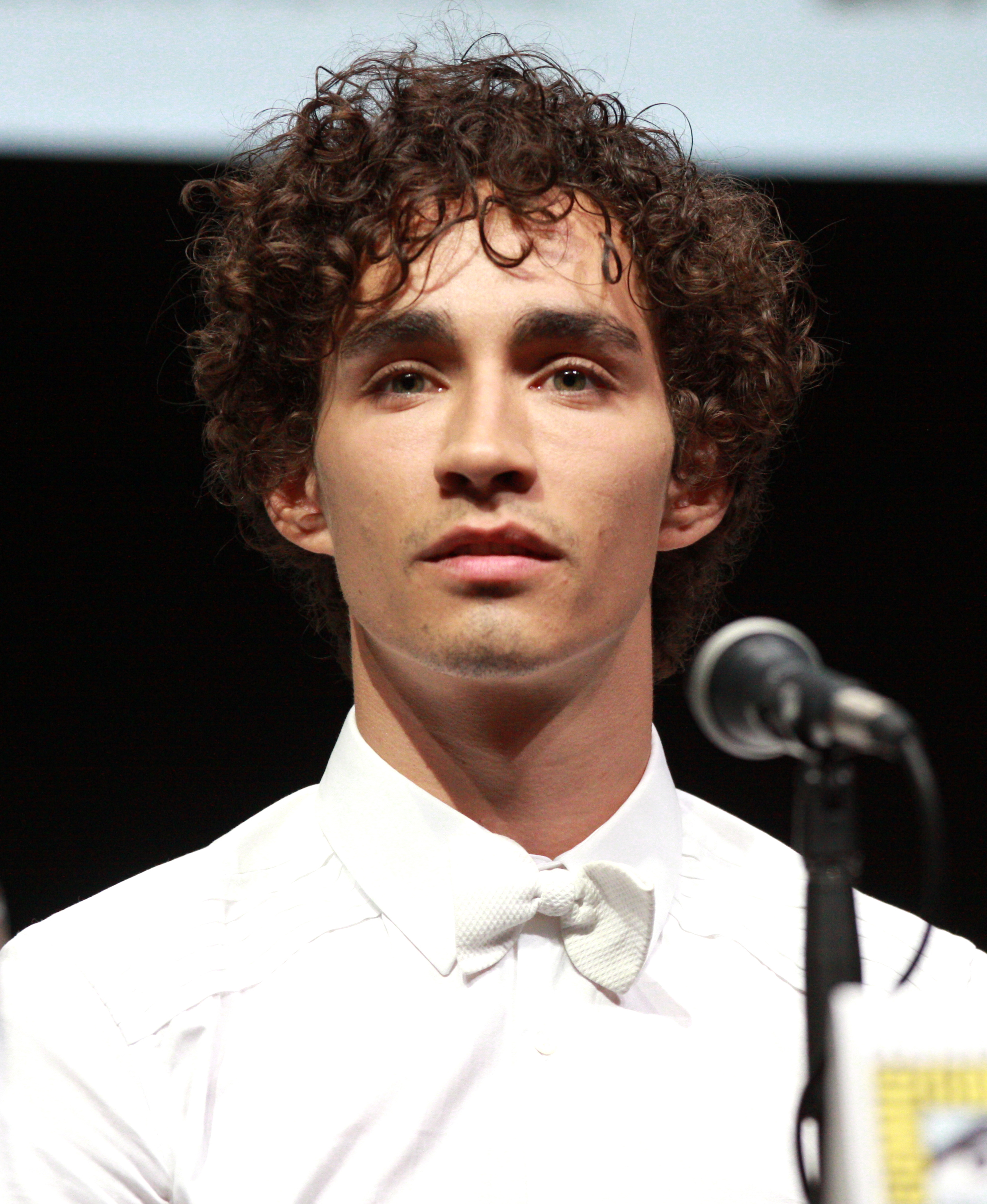
Robert Sheehan interprète Nathan Young.
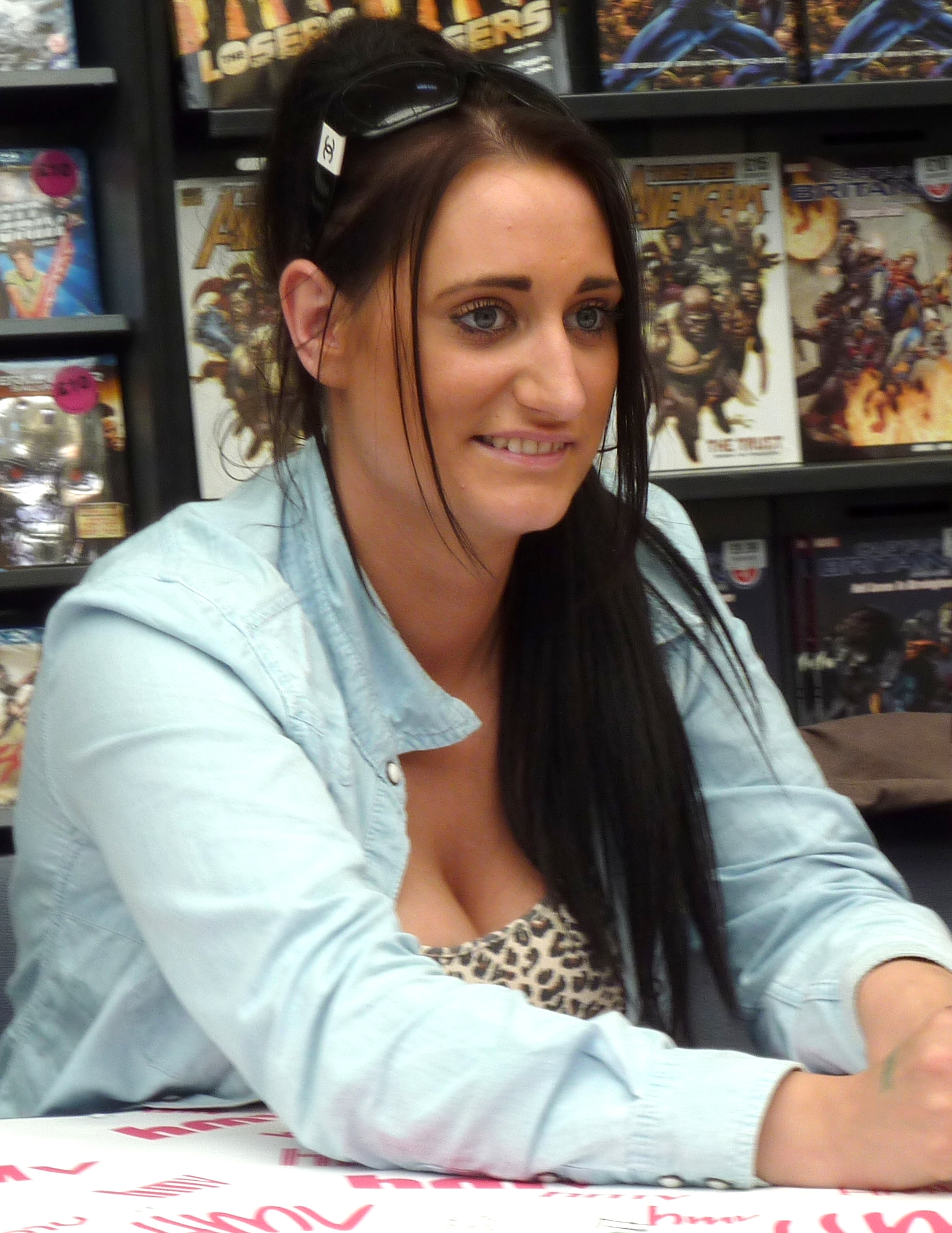
Lauren Socha interprète Kelly Bailey.
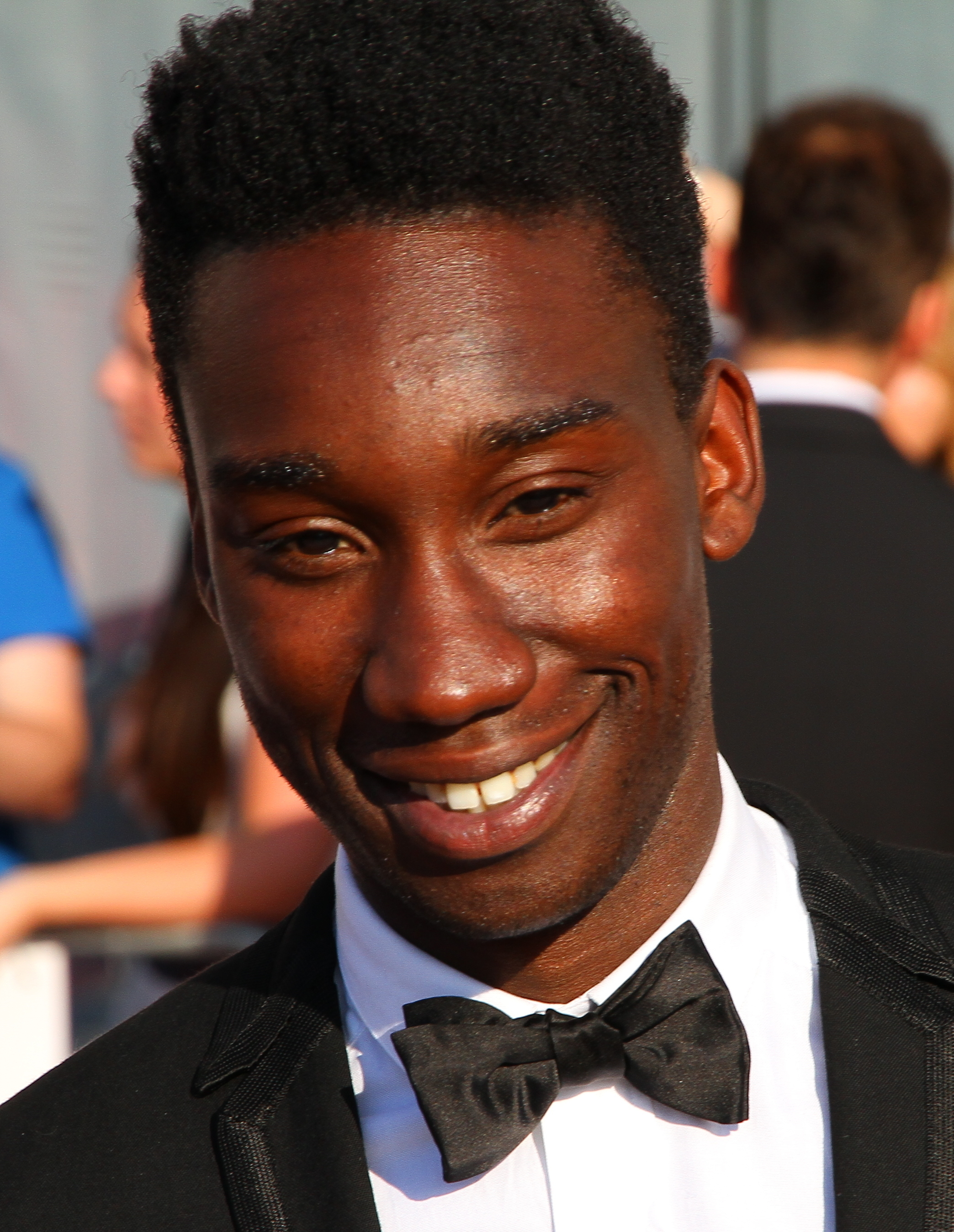
Nathan Stewart-Jarrett interprète Curtis Donovan.
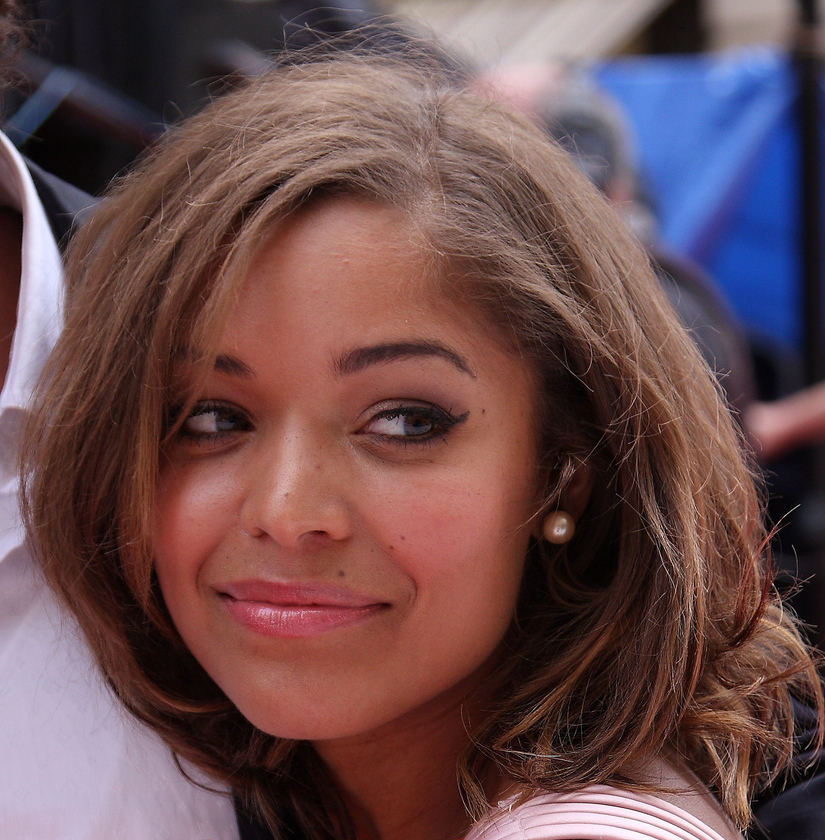
Antonia Thomas interprète Alisha Daniels.

### Acteurs récurrents
- Alex Reid (VFB : Sophie Landresse) : Sally (saisons 1 à 3)
- Danny Sapani (VFB : Erwin Grünspan) : Tony Morecombe (saisons 1 et 3)
- Michelle Fairley (VFB : Fabienne Loriaux) : Louise Young, la mère de Nathan (saisons 1 et 2)
- Dexter Fletcher : M. Young, le père de Nathan (saisons 1 et 2)
- Michael Obiora (VFB : Pierre Lognay) : Pete (saison 1)
- Craig Parkinson (VFB : Philippe Allard) : Shaun (saisons 2 et 3)
- Ruth Negga (VFB : Mélanie Dermont) : Nikki (saison 2)
- Matt Cross : Tim (invité saison 2, récurrent saison 5)
- Matthew McNulty : Seth (saisons 2 à 4)
- Kehinde Fadipe (VFB : Maïa Baran) : Melissa (saison 3)
- Shaun Dooley (VFB : Benoît van Dorslaer) : Greg (saisons 4 et 5)
- Lucy Gaskell : Lola (saison 4)
- Gillian Saker : Nadine (saison 4)
- Michael Winder (VFB : Aurélien Ringelheim) : Sam (saison 5)
- Ellie Kendrick : Helen (saison 5)
- Ruth Sheen : Maggie (saison 5)
- Oliver Lansley (VFB : Romain Barbieux) : Stuart (saison 5)
- Kate Bracken : Karen (saison 5)

### Invités
- Josef Altin : Gary
- Zawe Ashton : Jessica
- Sam Keeley : Jamie
- Gwyneth Keyworth : Marnie
- Anna Koval : Sam

- Version française :
  - Société de doublage : Nice Fellow (Belgique[4])
  - Direction artistique : Aurélien Ringelheim[4]
  - Adaptation des dialogues : Fanny Beraud et Vincent Szczepanski (saison 1)[4], Fanny Beraud et David Blin (saisons 2 à 5)[4]
  - Enregistrement et mixage : Dame Blanche[4]

Source V. F. : Doublage Séries Database

## Production

### Développement
Le dernier épisode de la deuxième saison, diffusé le 16 décembre 2010, a été présenté comme un « épisode spécial Noël ».
À la suite du départ de Robert Sheehan, la production a élaboré une fin à son personnage, Nathan Young, dans un épisode spécial de huit minutes, intitulé Misfits Online: Vegas Baby!, qui a été diffusé uniquement sur le site officiel de la série le 15 septembre 2011. Cet épisode sert également de transition avec le personnage de Rudy, interprété par Joseph Gilgun.
Le 16 décembre 2011, la chaîne a renouvelé la série pour une quatrième saison.
Le 14 décembre 2012, la chaîne a renouvelé la série pour une cinquième et dernière saison de huit épisodes, diffusée dans le courant de l'année 2013.

### Casting
À partir de la troisième saison, l'acteur Robert Sheehan, interprète de Nathan Young, ne fait plus partie de la série et est remplacé par l'acteur Joe Gilgun, qui interprète le personnage de Rudy.
L'épisode final de la troisième saison est marqué par les départs d'Antonia Thomas (Alisha) et Iwan Rheon (Simon).
Le 4 mai 2012, la production de la série et l'actrice Lauren Socha ont conclu un accord pour annoncer son départ de la série à la suite des problèmes judiciaires de cette dernière. 
Le 18 mai 2012, deux nouveaux acteurs ont été recrutés et annoncés pour remplacer ceux partis dernièrement, Karla Crome dans le rôle de Jess et Nathan McMullen dans celui de Finn.
En juillet 2012, un nouvel acteur, Matt Stokoe, pour interpréter Alex, est annoncé pour remplacer Lauren Socha dans la série.
Lors de la quatrième saison, l'acteur Nathan Stewart-Jarrett quitte la série. Il était le dernier acteur du casting original. 

### Tournage
La série est tournée dans le sud-est de Londres, la plupart du temps sur la place autour du lac Southmere dans le Thamesmead. Cet endroit est aussi dans le film Orange mécanique de Stanley Kubrick. D'autres prises de vue extérieures ont été filmées sur le Heygate Estate ; et beaucoup de scènes d'intérieurs ont été filmées dans des ensembles construits dans l'ancien Runnymede, campus de l'Université de Brunel. Les scènes sous le pont ont été tournées Parc Boston Manor à Brentford, à Londres, en Angleterre.
Misfits a été tourné avec des Canon 5D pour certains épisodes, mais principalement en Red One. L'utilisation récurrente d'objectifs à bascule avec le grand capteur a permis de créer des flous artificiels afin de rendre l'impression de faible profondeur de champ encore plus présente, même en plans larges. D'ailleurs la majorité des plans sont filmés en caméra au poing (à la main).

### Bande originale
Le générique de la série utilise le morceau Echoes de l'album du même nom du groupe new-yorkais The Rapture.
Il est aussi possible d'entendre lors des saisons quelques titres de groupes célèbres :
- The Killing Moon de Echo and The Bunnymen (saison 2)
- You've Got The Love  de Florence and the Machine (saison 1, épisode 1)
- We Are Your Friends (reprise en version Live) de Justice (saison 1, épisode 2)
- Atlantis to Interzone de Klaxons (saison 1, épisode 2)
- Atmosphere de Joy Division  (saison 1, épisode 2)
- Until we bleed ft. Lykke Li de Kleerup (saison 1, épisode 3)
- Rolex Sweep (Vandalism Remix) de Skepta (saison 1, épisode 4)
- Hometown Glory (High Contrast Remix) d'Adele (saison 1, épisode 4)
- In for the Kill (Skream's Let's Get Ravey Remix) de La Roux (saison 1, épisode 4)
- Phantom Pt II (Boys Noize Vox Mix) de Justice (saison 1, épisode 4)
- Stress de Justice (saison 1, épisode 4)
- Swoon (Boys Noize Summer Mix) de The Chemical Brothers (saison 2, épisode 2)
- Rocks de Frederik Olufsen[16] (saison 2, épisode 2)
- Restless (Fake Blood Remix) d'UNKLE (saison 2, épisode 2)
- Genesis de Justice (saison 2, épisode 2)
- UFO de Matta[17] (saison 2, épisode 2)
- Spanish Sahara de Foals (saison 2, épisode 3)
- Innocence de Nero (saison 2, épisode 4)
- Steal Drums (Riva Starr Mix) de DB40 (saison 2, épisode 4)
- Paradise Circus de Massive Attack (saison 2, épisode 4)
- Also Sprach Zarathustra de Eumir Deodato (saison 2, épisode 4)
- Small Time Shot Away de Massive Attack (saison 2, épisode 5)
- Stay up d'Evil Nine (saison 2, épisode 5)
- Love Will Come de Maps (saison 2, épisode 5)
- Me and the Devil de Gil Scott Heron (saison 3, épisode 1)
- Pogo (Shinichi Osawa Remix) de Digitalism (saison 3, épisode 2)
- Phantom Pt II (Boys Noize Vox Mix) de Justice (saison 3, épisode 2)
- Reeperbahn de Digitalism (saison 3, épisode 2)
- Canon de Justice (saison 3, épisode 3)
- Special Cases de Massive Attack (saison 3, épisode 3)
- Leave Home de The Chemical Brothers (saison 3, épisode 5)
- Dare de Gorillaz (saison 3, épisode 6)
- Pictures Of You de The Cure (saison 5, épisode 4)
- Time de Pink Floyd (saison 3, épisode 6)

### Campagnes promotionnelles
La série a fait toute une partie de sa campagne de promotion sur les sites à réseaux sociaux comme Twitter et Facebook, créant les profils des personnages et divulguant régulièrement des informations[réf. nécessaire].

### Fiche technique
- Titre original et français : Misfits
- Création : Howard Overman
- Réalisation :
- Scénario : Howard Overman
- Direction artistique :
- Décors :
- Costumes :
- Photographie :
- Montage :
- Musique : Echoes par le groupe The Rapture (générique)
- Casting :
- Production : Kate Crowe
  - Production exécutive : Murray Ferguson et Petra Fried
- Société(s) de production : Clerkenwell Films
- Société(s) de distribution : E4
- Pays d'origine :  Royaume-Uni
- Langue originale : anglais
- Format : couleur - 1,78:1 - son Dolby Digital
- Genre : série dramatique de super-héros, teen movie, fantastique, science-fiction, comédie noire
- Durée : 45 minutes

### Diffusion internationale
Au Royaume-Uni, la deuxième saison a été diffusée du 11 novembre 2010 au 16 décembre 2010.
Au Canada, la première saison a été diffusée au printemps 2010 sur Showcase, puis les saisons suivantes sur BBC Canada.

## Épisodes
La série est composée de cinq saisons.

### Première saison (2009)
Cinq jeunes délinquants effectuant leurs peines de travaux d'intérêt général dans un centre communautaire, sont frappés par un éclair à la suite d'une tempête étrange. Ils découvrent ensuite que la foudre leur a donné des facultés surnaturelles.

### Deuxième saison (2010)
Les quatre ados ont retrouvé Nathan, et connaissent désormais son pouvoir. Cependant, ils sont sauvés les uns après les autres par un mystérieux individu d'une agilité remarquable, toujours là au bon moment, et dont l'identité reste un mystère…

### Troisième saison (2011)
Alors que Nathan est parti pour Las Vegas, Simon, Curtis, Kelly et Alisha sont désormais libres de tout engagement et essayent de reprendre leur vie. Un jour, ils font la rencontre de Rudy, qui a le pouvoir de se dédoubler, et les entraîne malgré eux à prendre la fuite dans une voiture volée pour se retrouver de nouveau condamnés à effectuer des travaux d'intérêt général au centre communautaire. Cependant, Ils possèdent tous un nouveau super-pouvoir et comptent bien se sortir de là.

### Quatrième saison (2012)
Alors qu'Alisha est décédée, Simon est retourné dans le passé pour la retrouver et Kelly partie en Ouganda déminer des bombes avec Seth à ses côtés. Il ne reste plus que Curtis et Rudy au foyer. Ils vont faire la connaissance de deux autres adolescents, Jess et Finn, venus effectuer leurs travaux d'intérêt général. Un peu plus tard, au cours d'une soirée bien arrosée, ils rencontrent Abbey Smith, qui sera aussi avec eux pour effectuer des TIG.

### Cinquième saison (2013)
Après sa greffe, Alex possède lui aussi un pouvoir : il peut supprimer les pouvoirs des autres en couchant avec eux. Il se retrouve rapidement en TIG, rejoignant ainsi le groupe. Le mystère sur l'identité d'Abbey est révélé, tandis que Rudy et Jess se rapprochent. Un mystérieux groupe de soutien pour les victimes de l'orage fait surface.

## Univers de la série

### Les personnages
Les épisodes se concentrent sur un groupe de cinq adolescents : Nathan Young, un garçon cynique et moqueur ; Simon Bellamy, timide et tourmenté ; Kelly Bailey, une chav au fort caractère ; Curtis Donovan, l'espoir de l'athlétisme déchu ; et Alisha Bailey, la délurée et libérée. Tous se retrouvent à passer leurs journées au centre communautaire pour y faire leurs services sans véritable surveillance.
Entre les saisons 2 et 3, Nathan quitte le groupe pour utiliser son nouveau pouvoir à Las Vegas. Les adolescents restants croisent la route de Rudy Wade, à cause de qui ils vont tous écoper d'une seconde peine de travaux d'intérêt général.
Avec les départs de Simon (parti dans le passé pour aider ses amis), de Kelly (restée en Afrique pour désamorcer des mines) et le décès d'Alisha, de nouveaux personnages ont été introduits dans la saison 4 : Finn (un jeune télékinésiste un peu timide), Jess (une fille extravertie qui possède une vue à rayons X) et Alex (un mystérieux serveur ami de Curtis).

### Les pouvoirs
De nombreux pouvoirs apparaissent dans Misfits. En ce qui concerne les cinq premiers personnages principaux, leurs pouvoirs sont en relation avec leurs désirs profonds et leur caractère.
Ils sont triés par ordre chronologique d'apparition.
Télépathie (saison 1, épisode 1)
Kelly peut entendre les pensées des autres, souvent malgré elle, mais peut s'en servir intentionnellement. Son pouvoir est lié à son envie de savoir ce que pensent les gens d'elle, notamment son fiancé lors de la première saison. Elle le vend ensuite à Seth.
Rage bestiale (saison 1, épisode 1)
Détenu par Tony, le premier agent de probation, il est lié à son caractère violent et se déclenche lorsqu'il est en colère.
Invisibilité (saison 1, épisode 1)
Détenu par Simon, il est lié à sa timidité. Il le vendra ensuite à Seth.
Distorsion du temps (saison 1, épisode 1)
Curtis a le pouvoir de remonter le temps. Il est lié à son envie de changer le passé pour rétablir sa carrière de champion olympique. Il le vend ensuite à Seth, qui le vend lui-même à Friedrich Hirsch, qui l'utilise pour remonter le temps et essayer de tuer Hitler.
Attraction sexuelle (saison 1, épisode 1)
Détenu par Alisha, il se déclenche par contact avec sa peau, ce qui donne à l'autre l'envie irrépressible de lui faire l'amour. Il est lié à la vie dévergondée qu'elle mène au début de la série (sa personnalité évolue cependant par la suite). Elle est la première à le vendre à Seth.
Comportement canin (saison 1, épisode 2)
Lorsque Jeremy, le copain de la mère de Nathan, pense à son chien, il se comporte comme lui, et se promène nu. Il est lié au fait qu'enfant, il était très proche de son chien.
Pouvoir de rajeunir (saison 1, épisode 2)
Détenu par Ruth, son pouvoir lui permet de rajeunir comme elle le souhaite et d'apparaître sous les traits de la jeune femme qu'elle a été auparavant (elle est en réalité âgée de 82 ans).
Chute des cheveux (saison 1, épisode 3)
Détenu par Jody, la fille avec qui s'est battue avec Kelly, son pouvoir lui permet de faire tomber les cheveux.
Attirance paternelle (saison 1, épisode 5)
Finn, le bébé, utilise son pouvoir pour attirer Nathan en lui donnant la fibre paternelle. Il crée un lien par la pensée entre Nathan et lui, de sorte qu'il ne puisse être entendu que par Nathan. Ce pouvoir est lié au fait que Finn ne connaisse pas son père.
Hypnose (saison 1, épisode 6)
Rachel, très pieuse, pense qu'il faut se tourner vers la religion pour purifier son âme et être une bonne personne. Son pouvoir lui permet de faire obéir les gens qui l'écoutent et est lié à son envie de rendre le monde « pur ».
Immortalité (saison 1, épisode 6)
Nathan découvre son pouvoir à la fin de la première saison, lorsqu'il ressuscite pour la première fois.
Métamorphie (saison 2, épisode 1)
Détenu par Lucy, il lui permet de se transformer complètement en une autre personne, jusqu'à avoir la même voix.
Cryokinésie (saison 2, épisode 2)
Lily, la barmaid, également appelée « la jolie des deux » (The Pretty One) a la capacité de produire de la glace, ou de glacer des objets.
Manipulation du temps (saison 2, épisode 2)
Ce pouvoir est détenu par Curtis, qui sous l'effet d'une drogue possède le pouvoir opposé à son pouvoir d'origine. Il peut ainsi manipuler le temps au lieu de simplement remonter à un point précis.
Absorption (saison 2, épisode 2)
Détenu par Simon, qui sous l'effet d'une drogue possède le pouvoir opposé à son pouvoir d'origine. Au lieu d'être invisible, il devient populaire et apprécié.
« Langue pendue » (saison 2, épisode 2)
Kelly, sous l'effet d'une drogue, possède le pouvoir opposé à son pouvoir d'origine : elle se met à dire spontanément ce qu'elle pense.
Pyrokinésie (saison 2, épisode 2)
Lily, sous l'effet d'une drogue possède le pouvoir opposé à son pouvoir d'origine : elle manie le feu au lieu de la glace.
Répulsion (saison 2, épisode 2)
Détenu par Alisha, qui sous l'effet d'une drogue possède le pouvoir opposé à son pouvoir d'origine, il lui attire la haine de la personne qu'elle touche, au lieu de lui donner l'envie irrépressible de lui faire l'amour.
Don de communiquer avec les esprits des morts (saison 2, épisode 2)
Ce pouvoir apparait pour la première fois chez Nathan, lorsqu'il voit son frère mort.
Rend les tatouages réels (saison 2, épisode 3)
Vince, le tatoueur de Kelly, a le pouvoir de tatouer les gens à distance. Une fois tatouée, la personne subit la représentation de son tatouage.
Téléportation (saison 2, épisode 4)
Détenu par Ollie, il peut se téléporter où il le souhaite. Après la transplantation de son cœur dans le corps de Nikki, cette dernière reçoit son pouvoir.
Vivre dans un jeu vidéo (saison 2, épisode 4)
Le groupe rencontre un jour Tim, un homme qui se croit dans un jeu vidéo de type GTA-like et qui prend les personnes qu'il croise pour les personnages faisant partie intégrante du jeu, devant être tués ou capturés.
Folie meurtrière (saison 2, épisode 5)
C'est le père de Jessica qui possède ce pouvoir. Il l'utilise lorsqu'il voit qu'un garçon devient trop proche de sa fille : il cherche à protéger sa fille en tuant chaque garçon qui s'en approche de trop près.
Métamorphose en humain (saison 2, épisode 5)
C'est Bruno, un gorille, qui détient ce pouvoir. Il devient impulsif quand il se transforme. Il est tué d'une balle par un agent de police alors qu'il s'était transformé.
Lactokinésie (saison 2, épisode 6)
Un serveur se découvre le pouvoir de contrôler le lactose. Il peut ainsi faire ce qu'il veut de tous les produits laitiers. Il devient célèbre grâce à son pouvoir. Mais de nombreuses personnes qui possèdent un pouvoir se font ensuite connaître (dont les cinq personnages principaux). Il se rend compte qu'il n'est plus admiré et se sent humilié, il décide donc de faire disparaître tous ceux qui possèdent un pouvoir.
Guérison (saison 2, épisode 6)
Détenu par Daisy, elle l'utilise pour guérir un homme en fauteuil roulant. Nathan lui demande de l'aider pour soigner une IST, chose qu'elle refuse. Elle décède à la suite d'un tour de Brian.
Dealer de pouvoirs (saison 2, épisode 7)
C'est Seth qui possède ce pouvoir. Il peut prendre le pouvoir des gens ou leur en procurer un autre en échange de paiement. Ce pouvoir lui vient du fait qu'il était un dealer de drogues auparavant.
Marcher sur l'eau (saison 2, épisode 7)
Elliot est un prêtre déçu par le manque de croyance des gens, il décide d'acheter un pouvoir à Seth. Il récupère le pouvoir de marcher sur l'eau. Il se fait désormais appeler Jésus.
Attraction sexuelle et Téléportation (saison 2, épisode 7)
Ce sont les pouvoirs initiaux d'Alisha et Nikki. Celles-ci les ont vendu à Seth car elles voulaient une vie plus simple. Étant devenu avide de pouvoir, le prêtre Elliot les rachète.
Télékinésie (saison 2, épisode 7)
Détenu par Elliot, il vient s'ajouter à son pouvoir de marcher sur l'eau ainsi qu'à la téléportation et l'attraction sexuelle. À la fin de l'épisode, les « Misfits » veulent récupérer un casier plein d'argent pour acheter de nouveaux pouvoirs. Elliot les surprend et tente de récupérer le casier par télékinésie. Mais lorsqu'il utilise trop de puissance, le casier vient l'écraser, et il meurt.
Tour de magie (saison 3, épisode 0)
Dans le webisode spécial, Vegas Baby!, ce pouvoir est possédé par Nathan qui s'en sert pour gagner sa vie à Las Vegas et faire vivre sa petite amie Marnie et le bébé, Nathan Jr..
Pétrification (saison 3, épisode 1)
Ce pouvoir apparait pour la première fois à travers une jeune fille qui effectue des TIG et qui a le pouvoir de figer les gens qui l'entourent.
Dédoublement (saison 3, épisode 1)
Il est détenu par Rudy qui effectue des TIG. Il rejoint le groupe des « Misfits ». Il y a le vrai Rudy et son siamois qui est plus sensible et attentionné.
Lors de la quatrième saison, le groupe découvre qu'il y a non-pas 2 mais 3 Rudy. Le troisième est la partie ténébreuse de ce dernier. Il s'est fait piéger par les autres et a fait de la prison à cause d'eux. Il meurt assassiné par Jess.
Ce pouvoir est également détenu par le père de Rudy, Geoff.
Prémonition (saison 3, épisode 1)
Simon troque son pouvoir d'invisibilité contre celui-ci. Il lui permet de voir et de modifier certaines scènes qui vont avoir lieu dans l'avenir.
Ingénieur en aérospatial (saison 3, épisode 1)
Kelly troque son pouvoir de télépathie contre celui-ci. Il lui permet de résoudre les problèmes électroniques les plus complexes.
Changement de sexe (saison 3, épisode 1)
Curtis troque son pouvoir de manipulation du temps contre celui-ci qui lui permet de devenir une fille. Il s'en sert pour recommencer l'athlétisme. Malheureusement, après s'être masturbé 2 fois à la suite avec chacun des sexes, il finit par tomber enceinte de lui-même.
Vision des autres (saison 3, épisode 1)
Alisha troque son pouvoir d'attraction sexuelle contre celui-ci. Il lui permet de voir à travers les yeux d'autres personnes. Elle s'en sert essentiellement pour retrouver celles-ci.
Donner vie à ses dessins (saison 3, épisode 3)
Peter, un fan de super-héros et bandes-dessinées, découvre l'identité secrète de Simon et se sert de ce pouvoir pour le contrôler.
Échange de corps (saison 3, épisode 5)
Jen, une patiente dans le coma d'un hôpital, échange de corps avec Kelly pour pouvoir vivre sa vie avec son petit ami.
Résurrection des morts (saison 3, épisode 7)
Curtis troque son pouvoirs de changement de sexe contre celui-ci après être tombé enceinte de lui-même. Pour remercier Seth de l'avoir aidé, il l'aide à ramener d'entre les morts sa petite amie décédée. Il croise plus tard une vieille dame pleurant son chat écrasé par une voiture, qu'il ressuscite. Ce pouvoir transforme malheureusement les ressuscités en zombis (le nom de l'épisode est d'ailleurs tiré de la tête et de l'attitude des zombis, identiques à celles de ceux du film Bienvenue à Zombieland). Les jeunes capturent le chat afin de le tuer mais il parvient à s'échapper, mordant au passage les pom-pom girls se trouvant dans le foyer à ce moment.
Communiquer avec l'au-delà (saison 3, épisode 8)
Un ancien faux-médium détient ce pouvoir. Il avoue qu'il faisait semblant d'entendre des voix, jusqu'à l'orage. Depuis, il entend réellement les morts et fait même revenir ceux qui n'ont pas accompli leur mission sur Terre. Il fait donc réapparaître Sally et Tony, les premiers éducateurs qui ont été assassinés par les « Misfits » et Rachel, la jeune pieuse qui est morte en tombant du toit avec Nathan. Ces morts ne disparaissent pas avant d'avoir accompli leur devoir.
Immunité aux pouvoirs des autres (saison 3, épisode 8)
Simon, en retournant dans le passé achète ce pouvoir 10 000 £ à Seth (avec l'argent que Seth lui a lui-même « prêté » dans le futur) afin de pouvoir toucher Alisha.
Télékinésie (saison 4, épisode 1)
Détenu par Finn, il lui permet de déplacer légèrement tous ce qu'il souhaite; à la fin de l'épisode 8, il arrive à projeter un cavalier de l'apocalypse. Ce qui signifie que son pouvoir s'améliore avec le temps. On peut noter que Elliot possède aussi ce pouvoir mais en plus développé.
Vision par Rayon X (saison 4, épisode 1)
Détenu par Jess, il lui permet de voir, à sa guise, à travers tous types de matériaux.
Cupidité (saison 4, épisode 1)
Un homme avec une mallette remplie d'argent rend tous ceux avec qui il rentre en contact avides de détenir cette mallette.
Créer l'Homme parfait (saison 4, épisode 2)
C'est la copine de Finn, Sadie, qui détient ce pouvoir. Elle manipule ce dernier afin qu'il devienne un homme parfait. Il range la maison, lui achète des fleurs, etc. Seth lui reprend finalement son pouvoir.
Télépathie (saison 4, épisode 2)
Le chien d'une aveugle détient ce pouvoir. Il lui permet de communiquer avec cette dernière.
Imprégnation (saison 4, épisode 4)
Une jeune femme actrice s'est imprégnée du rôle d'une certaine Lola lors de l'orage. Depuis, elle n'est plus elle-même et reste bloquée dans son personnage.
Guérison (saison 4, épisode 5)
La demi-sœur de Finn, Grace, détient ce pouvoir. Elle tente de maintenir en vie leur père atteint d'un cancer en phase terminale.
Rendre ses hallucinations réelles (saison 4, épisode 6)
Richard Sanders, un ami de Rudy, rend ses hallucinations réelles lorsqu'il prend de l'acide. Il va donc faire apparaître un lapin golfeur tueur.
Échange de sexe (saison 4, épisode 6)
Un homme transgenre voulait à tout prix avoir un pénis. Avec son pouvoir, il a échangé son vagin avec le pénis d'Alex, le barman. Ce dernier a tout fait pour le retrouver. Finalement, l'homme transgenre ré-échange leur sexes.
Transfert de bébé (saison 4, épisode 7)
Une femme enceinte ne veut pas de son enfant. Abbey tente de la consoler mais celle-ci échange de corps et rend Abbey enceinte. La femme reviendra finalement reprendre son enfant qu'elle nommera Jake.
Faire apparaître les 4 Chevaliers de l'Apocalypse (saison 4, épisode 8)
Nadine, une jeune nonne amoureuse de Rudy, fait apparaître les 4 Chevaliers de l'Apocalypse dès qu'elle voit de la cruauté et de la violence. Son pouvoir étant lié à elle, elle se fait poignarder par l'un des Chevaliers afin de sauver ses amis.
Provocation d'accidents (saison 5, épisode 1)
Ce pouvoir destine à son propriétaire de très graves accidents dont celui-ci sortira toujours vivant. Il est détenu par une fille qui demanda à Alex de coucher avec elle pour s'en débarrasser lorsque celui-ci reçoit le pouvoir de détruire un pouvoir d'une personne.
Absorption de pouvoir (saison 5, épisode 1)
Alex reçoit ce pouvoir à la suite d'une greffe du poumon. Il lui permet de prendre le pouvoir d'une personne en couchant avec elle (il ne peut en revanche pas utiliser les pouvoirs qu'il enlève). Il l'utilisera sur une fille ayant le pouvoir d'attirer de graves accidents sur elle, puis sur Finn possédé par un démon.
Possession par un démon (saison 5, épisode 1)
Le chef d'une bande de scouts reçoit ce pouvoir et convertit toute sa troupe avant de s'en prendre aux marginaux. Finn le tue mais reçoit le pouvoir par la même occasion et convertit Rudy, Abby et Jess. Il se fera sauver par Alex qui lui ôtera ce pouvoir grâce au sien.
Artisanat précognitif (saison 5, épisode 1)
Détenu par Maggie, elle est capable d'entrer en transe et de tricoter des pulls montrant l’avenir.

Transformation en tortue (saison 5, épisode 1)
Détenu par Marc, il est transformé en tortue, de manière irréversible.

Vol (saison 5, épisode 2)
Il est détenu par Sam, un garçon appartenant au même groupe de soutien que Rudy 2. Il s'en servira pour protéger celui-ci d'une agression.
Rendre l'imaginaire réel (saison 5, épisode 3)
Il est détenu par Laura. Ce pouvoir lui permet de rendre son imaginaire d'enfant réel à son insu, c'est ainsi qu'Abby sera créée, ainsi que « l'Affreux », le nom qu'elle donnait au croque-mitaine lorsqu'elle était enfant.
Échanger son âge (saison 5, épisode 4)
Rudy ayant disparu depuis 2 jours revient étant âgé de 80 ans, ce pouvoir est détenu par un retraité qui a échangé sa vieillesse contre la jeunesse de Rudy 2. Celui-ci lui rend visite et accepte l'échange une fois par semaine pour qu'il se rappelle sa jeunesse mais le vieil homme s'enfuit un jour car il souhaite garder cette jeunesse par amour. Plus tard, il redonne la jeunesse à Rudy 2 et reprend sa vieillesse.
Pouvoir électrique (saison 5, épisode 4)
Une jeune électricienne ramène à la vie Rudy 2 quand celui-ci, qui était devenu vieux, a fait une crise cardiaque.
Téléportation dans un placard (saison 5, épisode 4)
Détenu par Stuart, il se téléporte dans un placard à chaque fois qu'il nie son homosexualité.

Retournement d'objets (saison 5, épisode 5)
La jeune fille qui détient ce pouvoir a la capacité de retourner tout ce qu'elle veut, y compris la peau des êtres vivants. Elle demande à Alex de lui retirer son pouvoir après avoir accidentellement tué son chat de cette manière.
Manipulation par les ondes électromagnétiques (saison 5, épisode 5)
Une jeune fille nommée Leah possède ce pouvoir. Tous ceux qui entrent en contact avec elle sont manipulés.
Camouflage (saison 5, épisode 6)
Karen, jeune fille discrète, peut se confondre avec les murs ou les sols qui l'entourent en prenant leurs couleurs.
Hypnose mammaire (saison 5, épisode 7)
Dès que quelqu'un regarde les seins de la jeune femme possédant ce pouvoir, il est incapable de les lâcher des yeux. Alex lui enlèvera finalement son pouvoir.
Cécité (saison 5, épisode 7)
L'opposé du pouvoir de Jess après la consommation d'ecstasy par cette dernière. Au lieu de voir à travers les murs, elle est totalement aveugle.
Transmission de pouvoirs (saison 5, épisode 7)
L'opposé du pouvoir d'Alex après la consommation d'ecstasy par ce dernier. Au lieu de prendre le pouvoir de la personne avec qui il couche, il lui transmet tous les pouvoirs qu'il a déjà absorbé.
Manipulation temporelle (saison 5, épisode 8)
Luke, un jeune homme avec qui Jess couche, possède ce pouvoir et l'utilise sur elle afin de lui montrer qu'ils ont un avenir en commun. Elle se retrouve alors un an dans le futur, en couple avec Luke et maman d'un petit garçon. Luke annule toute cette période quand Jess se suicide après avoir averti son double du passé du danger que représente le jeune homme.

## Accueil

### Audiences

#### Au Royaume-Uni
Au fil des saisons, la série ne cesse d'augmenter ses audiences.[réf. souhaitée]
Le record d'audience de la série est détenu par le premier épisode de la troisième saison (Nouvelle Donne), qui a rassemblé 1,79 million de téléspectateurs lors de sa première diffusion sur E4.[réf. souhaitée]
L'épisode 6 (Une meilleure personne) de la première saison a enregistré la plus mauvaise audience de la série, avec 660 000 de téléspectateurs.[réf. souhaitée]

### Distinctions

#### Récompenses
- BAFTA TV Award 2010 : Meilleure série dramatique pour Howard Overman
- RTS Craft and Design Award 2010 : Meilleur son dans une série pour Tony Gibson, Russell Jeffery, Roger Dobson, Billy Mahoney
- BAFTA TV Award 2011 : Meilleure production pour Tom Bowyer
- RTS Craft and Design Award 2011 : Meilleur effets pour Erik Ellefsen, George Kyparissous, Sarah Norton, Jo Amery
- Breakout Award 2012 : Meilleure performance pour Joseph Gilgun

#### Nominations
- BAFTA TV Award 2010 : Meilleur titre pour Nic Benns, Miki Kato
- Golden Rose 2010 : Meilleur drama et mini-séries pour Howard Overman
- RTS Craft and Design Award 2010 :
  - Meilleure photographie dans un drama pour Christopher Ross
  - Meilleures images pour Perry Gibbs
- RTS Television Award 2010 :
  - Meilleure série dramatique (Clerkenwell Films)
  - Meilleur scénariste dans un drama pour Howard Overman
- TV Quick Award 2010 : Meilleur nouveau drama pour Howard Overman
- BAFTA TV Award 2011 :
  - Meilleure série dramatique pour Murray Ferguson, Petra Fried, Howard Overman, Kate Crowe
  - Meilleure bande originale pour Vince Pope
  - Meilleur acteur pour Robert Sheehan
- British Comedy Award 2011 : Meilleure comédie dramatique pour Howard Overman
- Golden Nymph 2011 :
  - Meilleure production européenne pour Murray Ferguson, Howard Overman, Petra Fried
  - Meilleure production internationale pour Petra Fried, Murray Ferguson, Howard Overman,
  - Meilleur acteur dans une série dramatique pour Robert Sheehan
  - Meilleur acteur dans une série dramatique pour Nathan Stewart-Jarrett
  - Meilleur acteur dans une série dramatique pour Iwan Rheon
  - Meilleure actrice dans une série dramatique pour Antonia Thomas
  - Meilleure actrice dans une série dramatique pour Lauren Socha
- RTS Television Award 2011 : Meilleure série dramatique pour Howard Overman
- SFX Award 2011 : Meilleure série télévisée pour Howard Overman, Petra Fried, Murray Ferguson, Kate Crowe
- TV Quick Award 2011 : Meilleure série dramatique pour Howard Overman
- BAFTA TV Award 2012 : Meilleure série dramatique pour Howard Overman, Matt Strevens, Petra Fried, Murray Ferguson
- IFTA Award 2012 :
  - Meilleur acteur pour Robert Sheehan
  - Meilleure actrice pour Ruth Negga
- SFX Award 2012 :
  - Meilleur acteur pour Iwan Rheon
  - Meilleure série télévisée pour Howard Overman

## Produits dérivés

### Sorties DVD et disque Blu-ray
Les cinq saisons sont sorties en DVD français et anglais. Elles existent aussi en disque Blu-ray mais seulement en version anglaise.

### Remake
À la suite du succès de Misfits sur E4 au Royaume-Uni, un remake américain, adapté et mis en projet par Josh Schwartz et Stephanie Savage (créateurs de Newport Beach, Chuck, Gossip Girl…) est en préparation. La société de production de Josh Schwartz, Schwartz's Fake Empire et la société Warner Bros., ont acquis les droits de Misfits.
En juin 2017, le casting du remake est dévoilé.

### Projet de film
En 2012, alors que la série en est à sa quatrième saison, Howard Overman annonce travailler sur un film dérivé de la série, où reviendraient d'anciens acteurs. Le projet n'aboutit pas, et Overman explique en 2016 qu'il avait écrit le script mais que les producteurs n'ont jamais débloqué le budget nécessaire.